# Tom Clarke
Thomas James Clarke (Milford-on-Sea, 11 marzo 1858 – Dublino, 3 maggio 1916) è stato un rivoluzionario irlandese e il capo della rivolta di Pasqua del 1916.
Nato sull'isola di Wight, suo padre, James Clarke, era un sergente dell'esercito britannico. La famiglia si trasferì presto a Dungannon, nella contea di Tyrone, nell'Irlanda del Nord. All'età di 18 anni si unì alla Fratellanza Repubblicana Irlandese (IRB) e nel 1883 fu inviato a Londra per distruggere il London Bridge come parte di una campagna di bombardamenti sostenuta da Jeremiah O'Donovan Rossa, uno dei leader dell'IRB esiliato negli Stati Uniti. Clarke fu presto catturato e condannato a 15 anni di prigione a Pentonville. Fu rilasciato nel 1898 e sposò Kathleen Daly (21 anni più giovane), il cui zio, John, aveva incontrato in prigione. Insieme emigrarono in America, dove Clarke lavorò per il Clan na Gael guidato da John Devoy. Nel 1907 tornò in Irlanda e aprì una tabaccheria a Dublino, mentre lavorava per il rinnovo della gestione interna dell'IRB con i giovani come Bulmer Hobson e Denis McCullough. Clarke intrattenne un'amicizia intima con Hobson e Seán MacDermott, che divennero i suoi protetti.

## Gli Irish Volunteers
Quando furono formati gli Irish Volunteers nel 1913, Clarke si interessò a loro ma non faceva parte di loro, poiché era stato condannato ed era un noto nazionalista, che li avrebbe screditati. Tuttavia, con MacDermott, Hobson e altri membri dell'IRB come Éamonn Ceannt, ha svolto un ruolo importante, se non totale, di controllo (in particolare con Patrick Pearse, quasi leader dei Volunteers), dall'IRB nel 1913. Ciò lo portò in contatto con altri politici come John Redmond, leader del Partito Parlamentare Irlandese, che esigeva un equo controllo dei Volunteers. sebbene il settore più duro fosse contrario, la proposta di Redmond fu accettata, soprattutto a causa del sostegno ricevuto da Hobson. Clarke non ha mai dimenticato questo fatto, che considerava un tradimento.

## Pianificazione della rivolta
Dopo aver rotto politicamente con Hobson, MacDermott e Clarke sono diventati quasi inseparabili. Entrambi erano di fatto segretari e tesorieri dell'IRB, sebbene il comando nominale fosse detenuto da James Deakin e successivamente da McCullough. Nel 1915 Clarke e MacDermott guidarono il Comitato militare dell'IRB che progettò la rivolta di Pasqua. I suoi membri erano Pearse, Ceannt e Joseph Plunkett, successivamente raggiunti da Clarke e MacDermott. Quando il vecchio Fenian Jeremiah O'Donovan Rossa morì nel 1915, Clarke approfittò del suo funerale (e della preghiera funebre di Patrick Pearse) per mobilitare i Volontari e creare aspettative per un'azione immediata. Quando nel gennaio 1916 fu raggiunto un accordo tra James Connolly e l'Irish Citizen Army, anche Connolly fu incluso nel comitato e Thomas MacDonagh si unì all'ultimo minuto di aprile. Questi sette uomini furono i firmatari della Proclamazione di Pasqua e Clarke fu il primo firmatario. È stato detto che Clarke era stato pensato come presidente e comandante in capo, ma che rifiutò qualsiasi grado e onorificenza militare e li cedette a Pearse, che era meglio conosciuto e rispettato nel campo del nazionalismo irlandese.

## La Rivolta di Pasqua
Clarke rimase nel quartier generale del General Post Office a Dublino durante la settimana della rivolta, dove il comando delle forze ribelli era sotto il controllo di Connolly. Dopo la resa il 29 aprile, Clarke fu imprigionato nella prigione di Kilmainham e fu fucilato il 3 maggio, all'età di 59 anni. Fu il secondo ad essere giustiziato, dopo Patrick Pearse.
La sua vedova Kathleen fu eletta deputata nel primo e nel secondo Dail, e fu un importante oppositore del Trattato anglo-irlandese.

## Opere
- Glimpses of an Irish Felon's Prison Life (1922: The National Publications Committee, Cork)